# Святилище (роман)
«Святилище» (англ. Sanctuary) — роман американского писателя Уильяма Фолкнера, впервые опубликованный в 1931 году, часть «Саги Йокнапатофы». Имел коммерческий успех, получил неоднозначные отзывы критиков.

## Сюжет
Действие романа происходит на американском юге, в вымышленном округе Йокнапатофа (штат Миссисипи). 18-летнюю студентку Темпл Дрейк похищает банда бутлегера Папая. При этом главарь совершает убийство, в котором позже обвиняют другого члена банды — Гудвина. Адвокат Бенбоу, пытаясь спасти обвиняемого, вызывает Темпл в суд как свидетельницу, но она по не вполне ясной причине называет убийцей именно Гудвина. Толпа вытаскивает его на площадь и сжигает заживо. Папай позже тоже становится жертвой суда Линча из-за убийства, которое не совершал.
Дальнейшей судьбе Темпл Дрейк Фолкнер посвятил впоследствии роман «Реквием по монахине» (1951).

## Создание и оценки
«Святилище» было написано в 1929 году. На тот момент Фолкнер был автором трёх опубликованных романов, практически не замеченных критиками («Солдатская награда», «Москиты» и «Сарторис»), и одного романа, ещё не увидевшего свет («Шум и ярость»). Он не обладал известностью как писатель и был вынужден зарабатывать другими способами (например, вскоре после отправки рукописи «Святилища» в издательство Фолкнер стал помощником кочегара на электростанции).
В основу сюжета «Святилища» легла реальная история, услышанная Фолкнером в одном из ночных баров Мемфиса. Тем не менее автор в предисловии к первому изданию книги написал, что сначала придумал «самую устрашающую историю, какую только можно представить», а потом за три недели создал роман исключительно ради денег. Позже выяснилось, что напряжённая работа над первым вариантом книги заняла пять месяцев, причём Фолкнер не рассчитывал в процессе на коммерческий успех. Издатели отвергли рукопись, увидев в ней всего лишь бульварное чтиво. В конце 1930 года писатель всё же получил из издательства гранки романа и после этого фактически полностью переписал текст, добавив ряд важных сцен (в частности, сцену сожжения Гудвина). Позже в беседе со студентами Виргинского университета он рассказал: «Я переписал книгу и сделал все, что мог, чтобы она была честной книгой. Я стыдился той, первой попытки, потому что она была единственным случаем, когда я предал… ну, что ж, назовем это Музой…».
«Святилище» было опубликовано в феврале 1931 года — уже после «Шума и ярости» и следующего романа, «Когда я умирала». Это была первая книга Фолкнера, имевшая коммерческий успех. Критики, высоко оценившие «Шум и ярость», на этот раз обвиняли писателя в «достоевщине» и «безнравственности». В целом, по словам биографа Фолкнера из «Британники», роман принёс Фолкнеру «большую, хотя и двусмысленную, известность». Иногда «Святилище» относят к «чёрным» романам Фолкнера, для которых характерны «взрывные, порой патологические, страсти, расовая ненависть, алчность и злоба».
В 1933 году на экраны вышел художественный фильм «История Темпл Дрейк», снятый по мотивам романа.